# Hans Pollnow
Hans Pollnow (ur. 7 marca 1902 w Królewcu, zm. 21 października 1943 w Mauthausen) – niemiecki lekarz psychiatra.

## Życiorys
Urodził się w 1902 roku jako syn Leo Pollnowa, lekarza okulisty. Uczęszczał do szkoły przy Collegium Fridericanum i ukończył ją w 1920 roku. Następnie studiował medycynę i filozofię na uniwersytetach w Monachium, Heidelbergu i Królewcu. W 1923 roku zdał część egzaminów z medycyny i w 1925 roku otrzymał tytuł doktora medycyny w Heidelbergu; latem 1926 roku tamże zdał pozostałe egzaminy. Staż odbył w 2. klinice Charité u Krausa, a potem w 1. klinice Charité u Hisa. 10 grudnia 1927 roku otrzymał prawo wykonywania zawodu lekarza. Od tego czasu pracował jako asystent wolontariusz (Volontär-Assistent) w klinice neurologii i psychiatrii szpitala Charité u Karla Bonhoeffera, w listopadzie 1932 roku został oficjalnie zatrudniony. Na mocy Berufsbeamtengesetz stracił pracę w 1933 roku. W maju 1933 roku emigrował do Francji i został asystentem Eugéne Minkowskiego, dorabiał jako tłumacz prac filozoficznych. W trakcie II wojny dołączył do armii francuskiej, a w lutym 1943 roku po demobilizacji uciekł do południowej Francji. Tam został aresztowany przez Gestapo i uwięziony w Bordeaux, a potem zesłany do obozu koncentracyjnego w Mauthausen, gdzie został zamordowany 21 października 1943 roku.
Jeszcze w Królewcu ożenił się z Lucie (nazwisko nieznane). We Francji ożenił się po raz drugi, jego druga żona miała na imię Louise.

## Prace
- Historisch-kritische Beiträge zur Physiognomik. I. Zur Problemgeschichte. II. Zur Systematik und Methodologie. In E. Utitz (ed.), Jahrbuch der Charakterologie, Vol. 5, 157–206, 1928
- Zur Psychotherapie des Asthma Bronchiale. Kritische Durchsicht der bisher publizierten Kasuistik. Inauguraldissertation zur Erlangung der Doktorwürde der Hohen Medizinischen Fakultät an der Friedrich-Wilhelms-Universität zu Berlin (Berlin: Springer), 1929
- Tagungsbericht. Jahresversammlung des Deutschen Vereins für Psychiatrie in Danzig. Der Nervenarzt, 2, 415–18, 1929
- Pollnow H, Petow H, Wittkower E. Beiträge zur Klinik des Asthma bronchiale und verwandter Zustände. IV. Teil: Zur Psychotherapie des Asthma bronchiale. Zeitschrift für klinische Medizin, 110, 701–21, 1929
- Tagungsbericht. V. Allgemeiner ärztlicher Kongreß für Psychotherapie in Baden-Baden. 26. bis 29. April 1930. Der Nervenarzt, 3, 354–6, 1930
- Kramer F, Pollnow H. Hyperkinetische Zustandsbilder im Kindesalter. Zentralblatt für die gesamte Neurologie und Psychiatrie, 57, 844–5, 1930
- Manisches Zustandsbild im Kindesalter mit Pseudologie. Zentralblatt für die gesamte Neurologie und Psychiatrie, 60, 864–6, 1931
- Das Leib-Seele-Problem und die psychophysischen Korrelationen. [w:] Brugsch T, Lewy FH (red.), Biologie der Person. Ein Handbuch der allgemeinen und speziellen Konstitutionslehre, Vol. 2 (Berlin-Wiedeń: Urban & Schwarzenberg), 1061–92, 1931
- Kramer F, Pollnow H. Über eine hyperkinetische Erkrankung im Kindesalter. Monatsschrift für Psychiatrie und Neurologie, 82, 1–40, 1932
- Kramer F, Pollnow H. Symptomenbild und Verlauf einer hyperkinetischen Erkrankung im Kindesalter. Allgemeine Zeitschrift für Psychiatrie, 96, 214–16, 1932
- Pollnow H, Minkowski E. Psychose hallucinatoire: évolution intermittente, élimination d’idées de persécution. Annales medico-psychologiques, 95, 787–92, 1937